# さっぽろ駅
さっぽろ駅（さっぽろえき）は、北海道札幌市中央区北4条西4丁目（南北線）・北4条西2丁目（東豊線）にある、札幌市営地下鉄南北線・東豊線の駅。駅番号は南北線がN06、東豊線がH07。

## 概要
北海道旅客鉄道（JR北海道）の札幌駅とは地下街「アピア」を挟んで隣接しているが、1988年（昭和63年）11月3日にJR札幌駅が高架化された際、旧来の地上駅よりも北側に移動したため、現在では両駅間は改札口同士の距離で約300m離れた位置にある。
JR札幌駅とは表記が異なり、平仮名表記の「さっぽろ」が正式名称となっている。札幌市交通局によると、これは近接するJR札幌駅と区別するためとしている。東西線の新さっぽろ駅（JR新札幌駅に隣接）が平仮名表記になっているのも同じ理由である。なお、札幌市営地下鉄では他にJR北海道と同名の駅として白石駅と琴似駅が存在するが、これらはJR白石駅やJR琴似駅とは離れた位置にあり、混同しづらいことから区別を付けず、JR駅と同じ漢字表記となっている。

## 歴史
- 1971年（昭和46年）12月16日：南北線の北24条駅 - 真駒内駅間の開業に伴い、設置される。
- 1988年（昭和63年）12月2日：東豊線の栄町駅 - 豊水すすきの駅間の開業に伴い、東豊線の駅が設置される[3]。
- 2006年（平成18年）1月26日：駅ナンバリングの使用を開始する。
- 2011年（平成23年）3月12日：札幌駅前通地下歩行空間の供用が開始され、南北線コンコースと接続する。
- 2012年（平成24年）
  - 9月25日：南北線改札口に液晶ディスプレイ式発車標（2台）を設置し使用を開始する。
  - 9月27日：南北線ホームで可動式ホーム柵が設置され、稼働開始[4]。
- 2016年（平成28年）12月：東豊線ホームで可動式ホーム柵が設置され、稼働開始。
- 2017年（平成29年）9月1日：この日より南北線 - 東豊線の乗り換え方法が改札外乗り換えに変更[5][6]。

## 駅構造

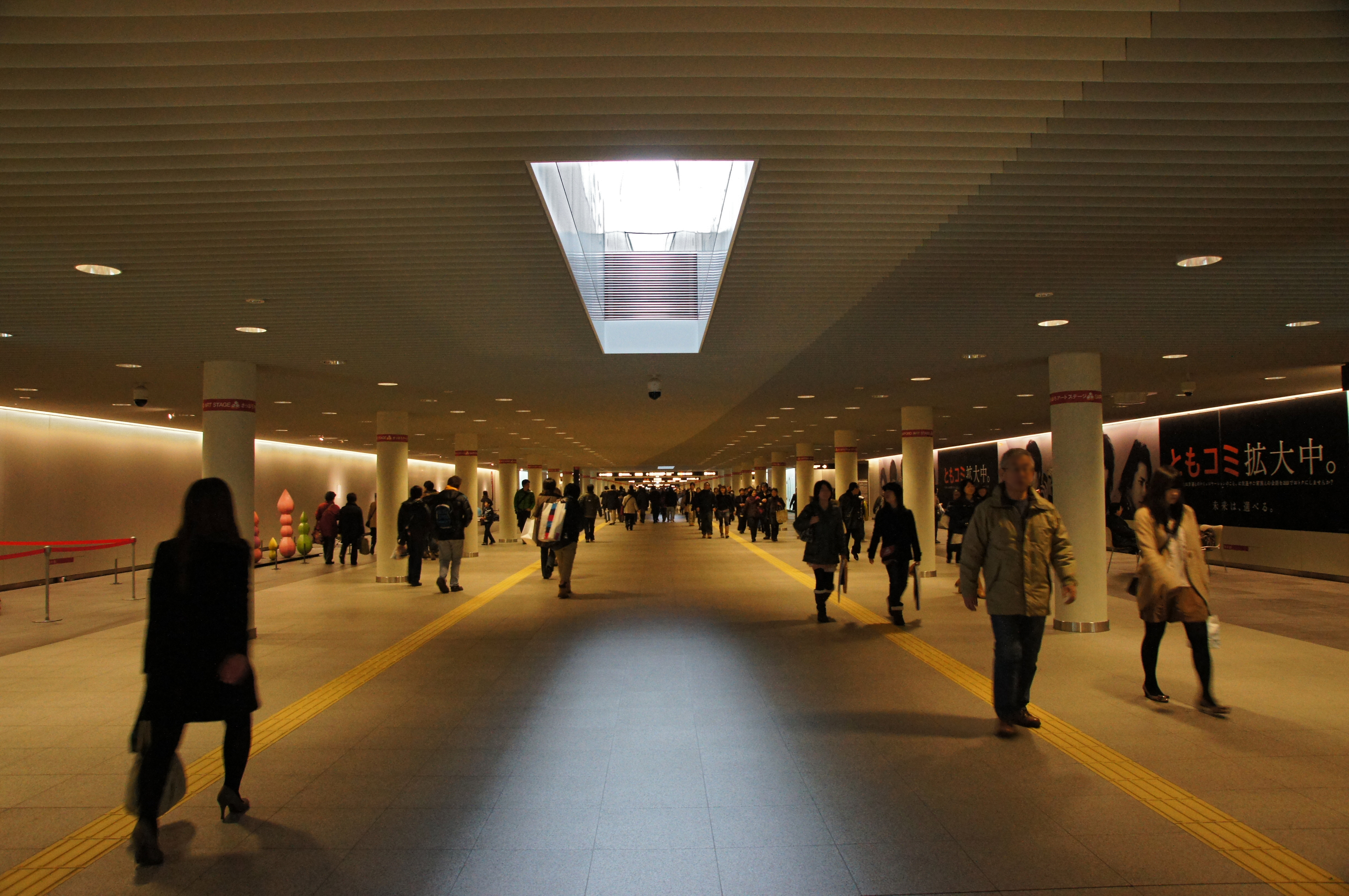
札幌駅前通地下歩行空間

南北線は北4条西4丁目付近、JR札幌駅西側通路から繋がる地下街「アピア」ウェストアベニューよりやや低い位置の地下1階（周辺にあるビルの地下2階に相当する深さ）に南北2ヶ所の改札口、地下2階にホームがある。東豊線は北4条西2丁目付近、JR札幌駅東口の真南の地下2階に改札口、地下3階にホームがある。
南北線・東豊線ともに1面2線の島式ホームとなっている。南北線ホームは利用者数の多さの割に幅が狭く、特に麻生方のホーム端にあるJR札幌駅との乗り換え階段は1ヶ所しかないため、非常に混雑する。南北線ホームと東豊線ホームはそれぞれ独立した番線が振られている。
エレベータは、南北線はホーム中央付近、東豊線はホーム南側に設置されている。地上へのエレベータは2番出入口（JR札幌駅南口広場）・14番出入口（さっぽろ東急百貨店）・15番出入口（さつきた8・1）・23番出入口（北農ビル）・24番出入口（日通札幌ビル）にある。また、南北線コンコースとアピアとの間の階段部分にもエレベータがある。
地下街や2011年3月12日に供用が開始された札幌駅前通地下歩行空間などの地下道を通じて、周辺のオフィスビルやホテル、百貨店などと地下で往来することができる。なお、札幌駅前通地下歩行空間の供用開始により、JR札幌駅北口から地下街アピア・地下鉄さっぽろ駅・札幌駅前通地下歩行空間・地下鉄大通駅・地下街ポールタウンを経由し地下鉄すすきの駅まで、南北約1.8 kmが地下道で接続された。

### のりば
| ホーム       | 路線   | 行先                       |
| ------------ | ------ | -------------------------- |
| 南北線ホーム |        |                            |
| 1            | 南北線 | 大通・中島公園・真駒内方面 |
| 2            | 南北線 | 北24条・麻生方面           |
| 東豊線ホーム |        |                            |
| 1            | 東豊線 | 大通・美園・福住方面       |
| 2            | 東豊線 | 東区役所前・栄町方面       |

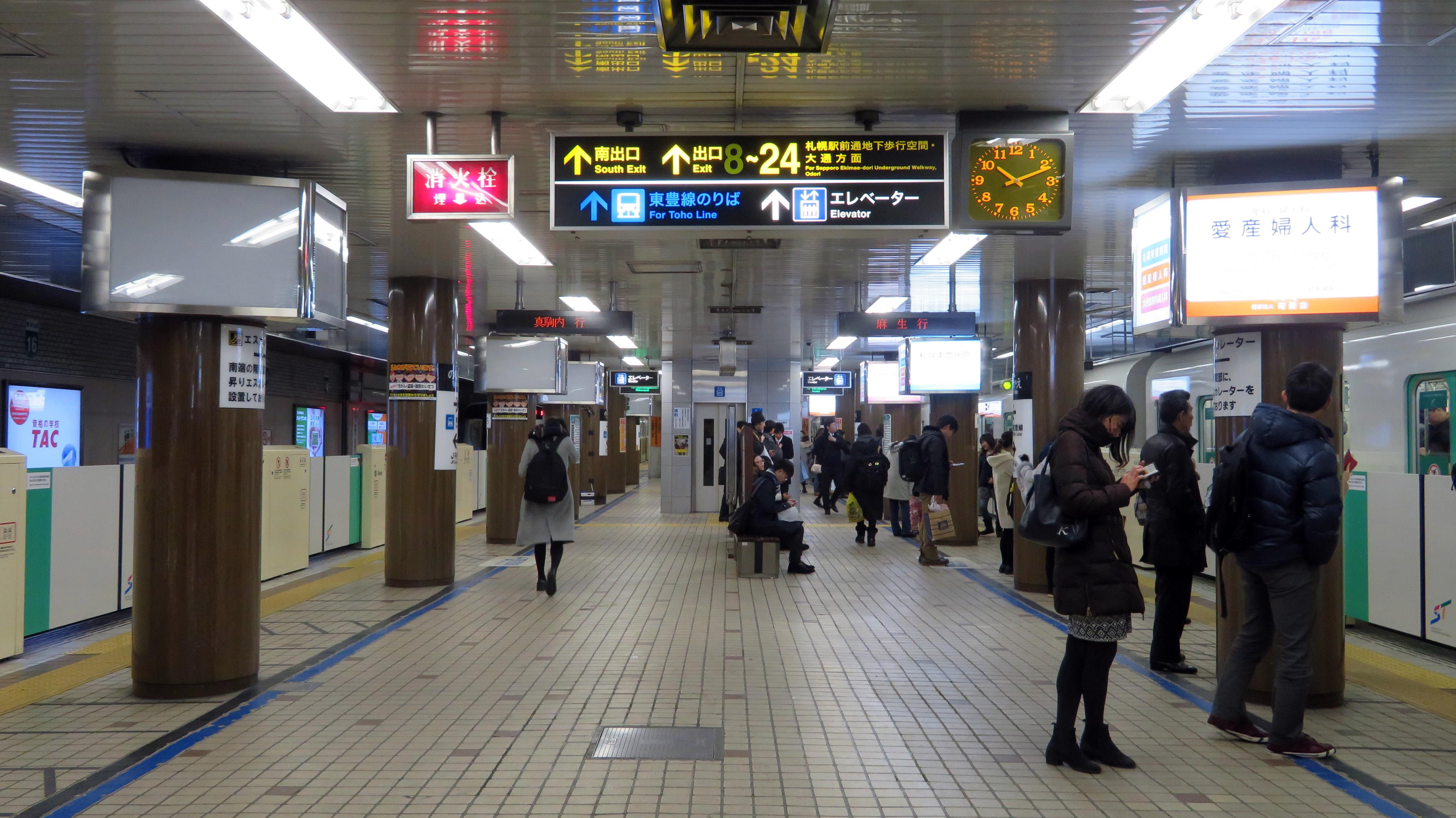
南北線ホーム
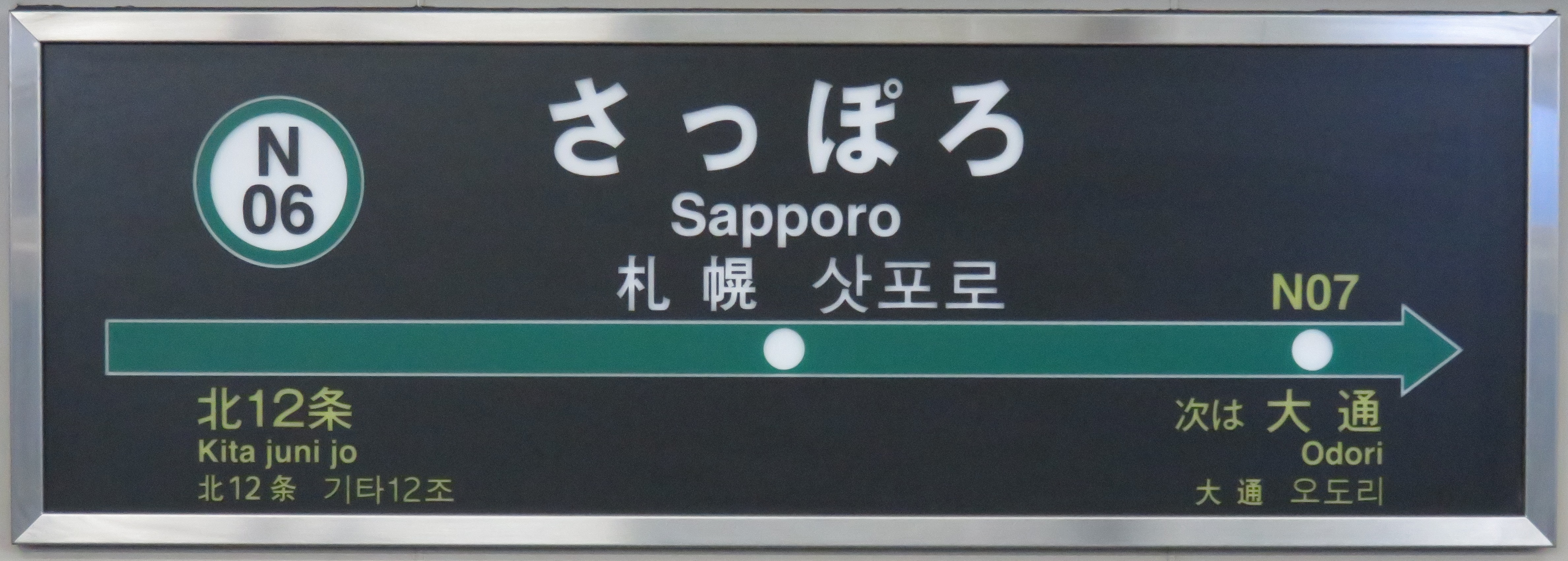
南北線駅名標
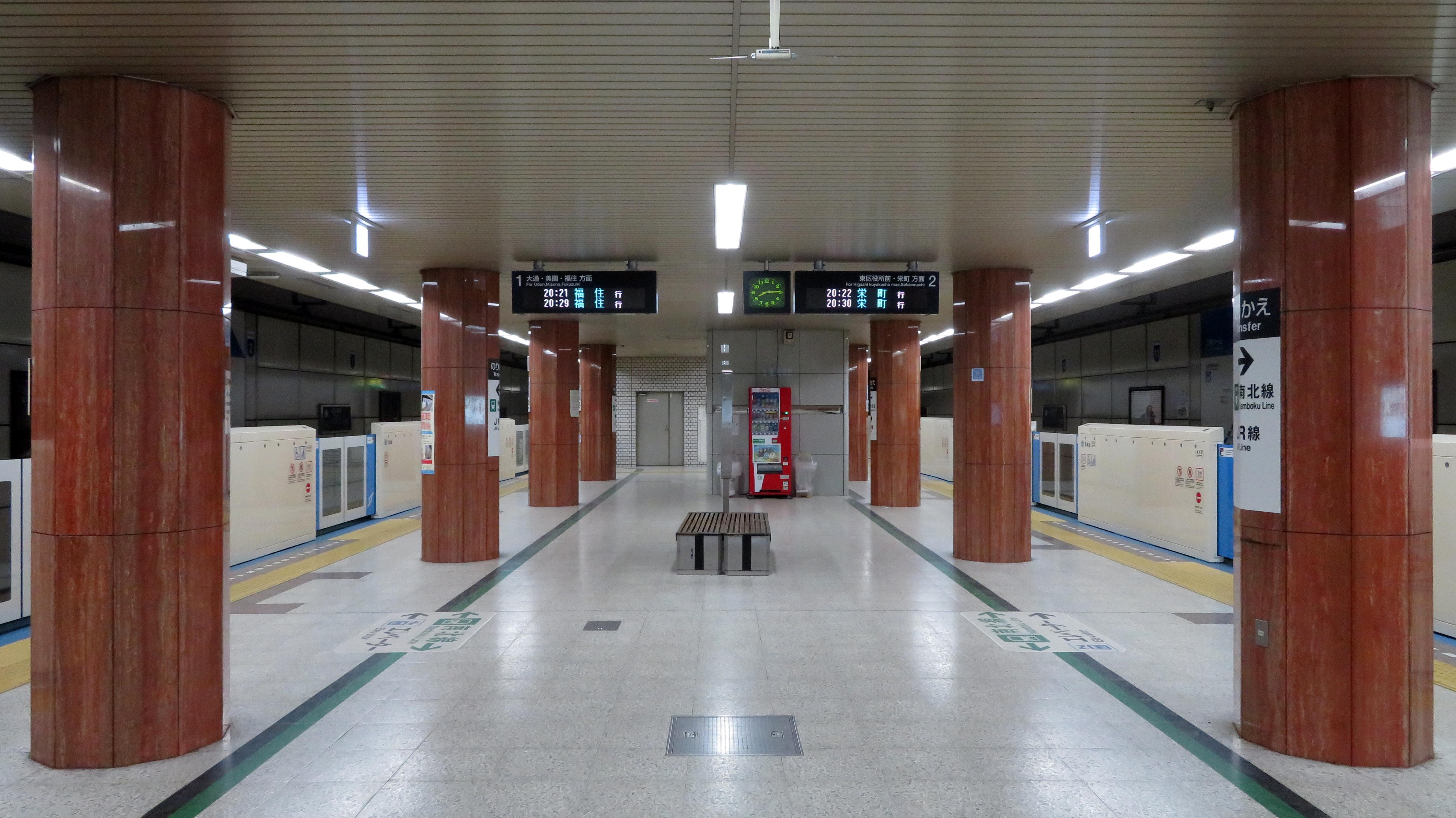
東豊線ホーム
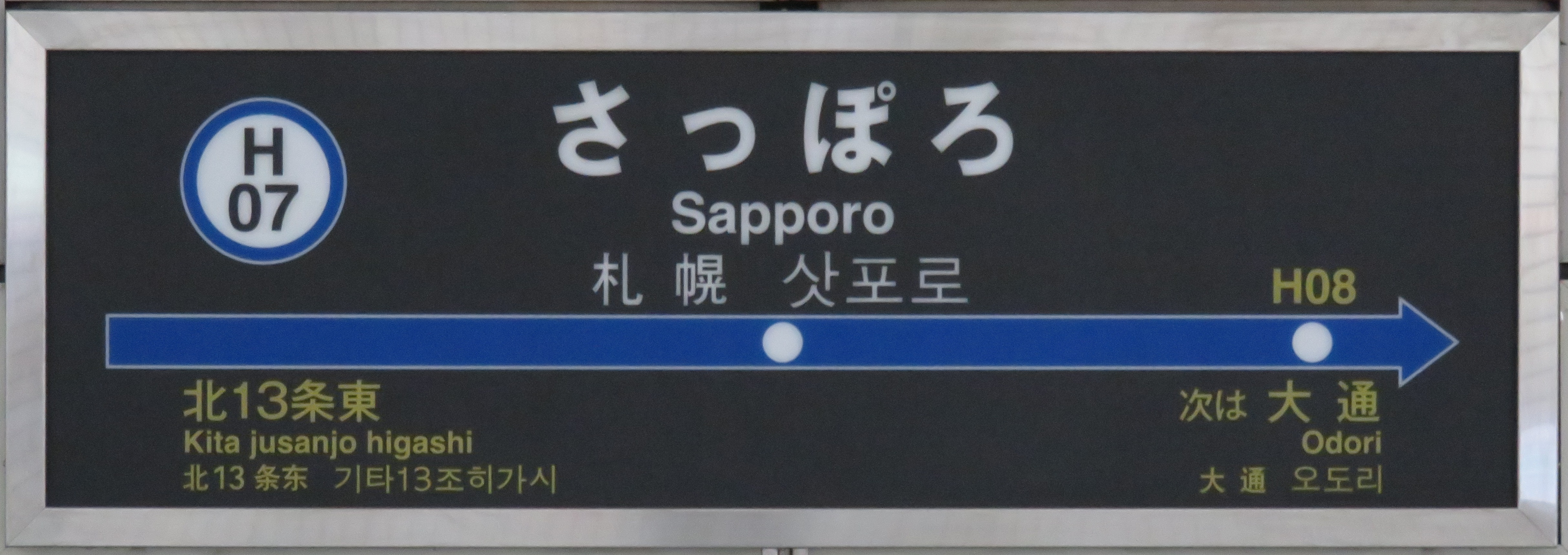
東豊線駅名標
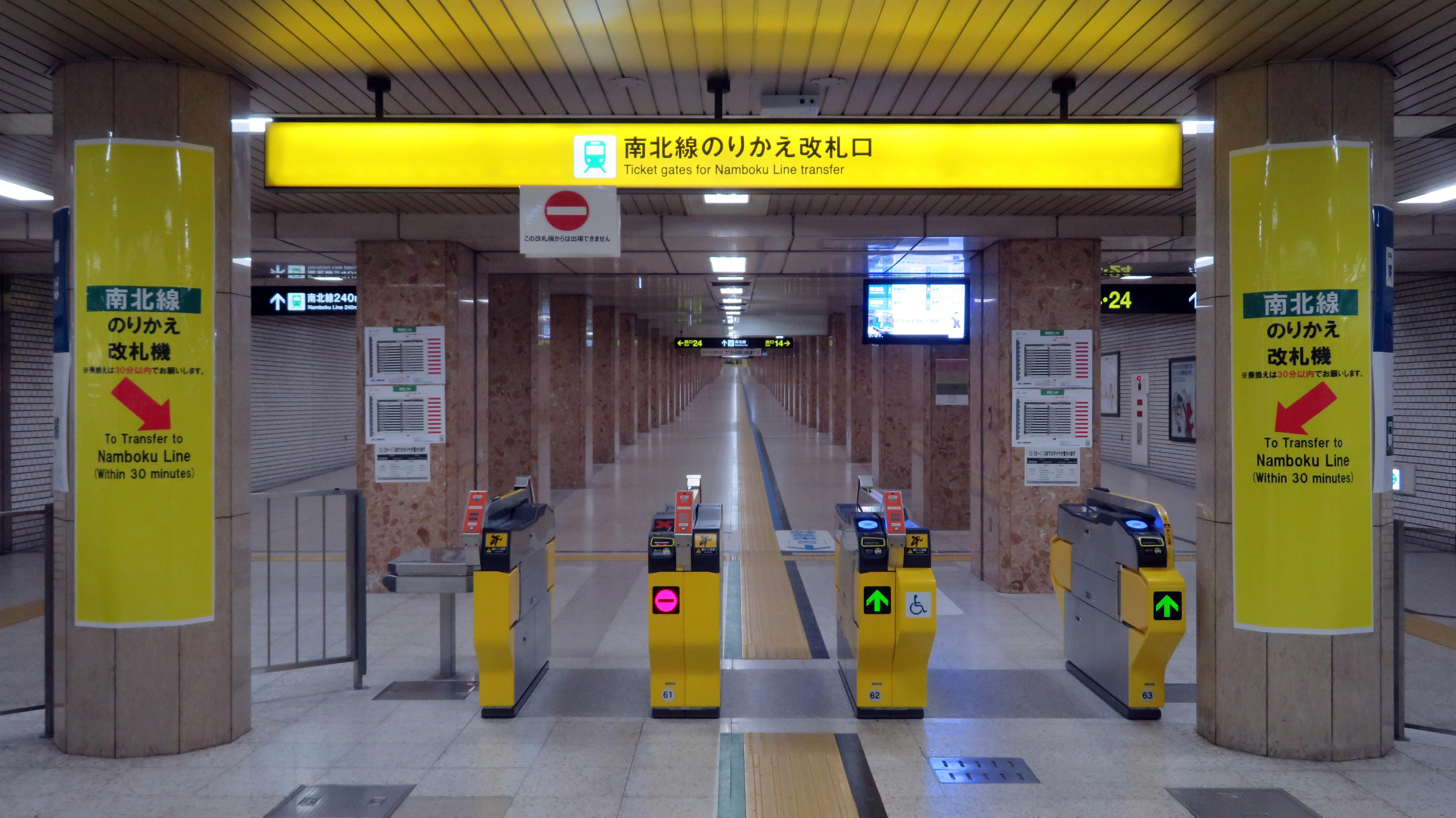
南北線・東豊線乗り換え連絡通路
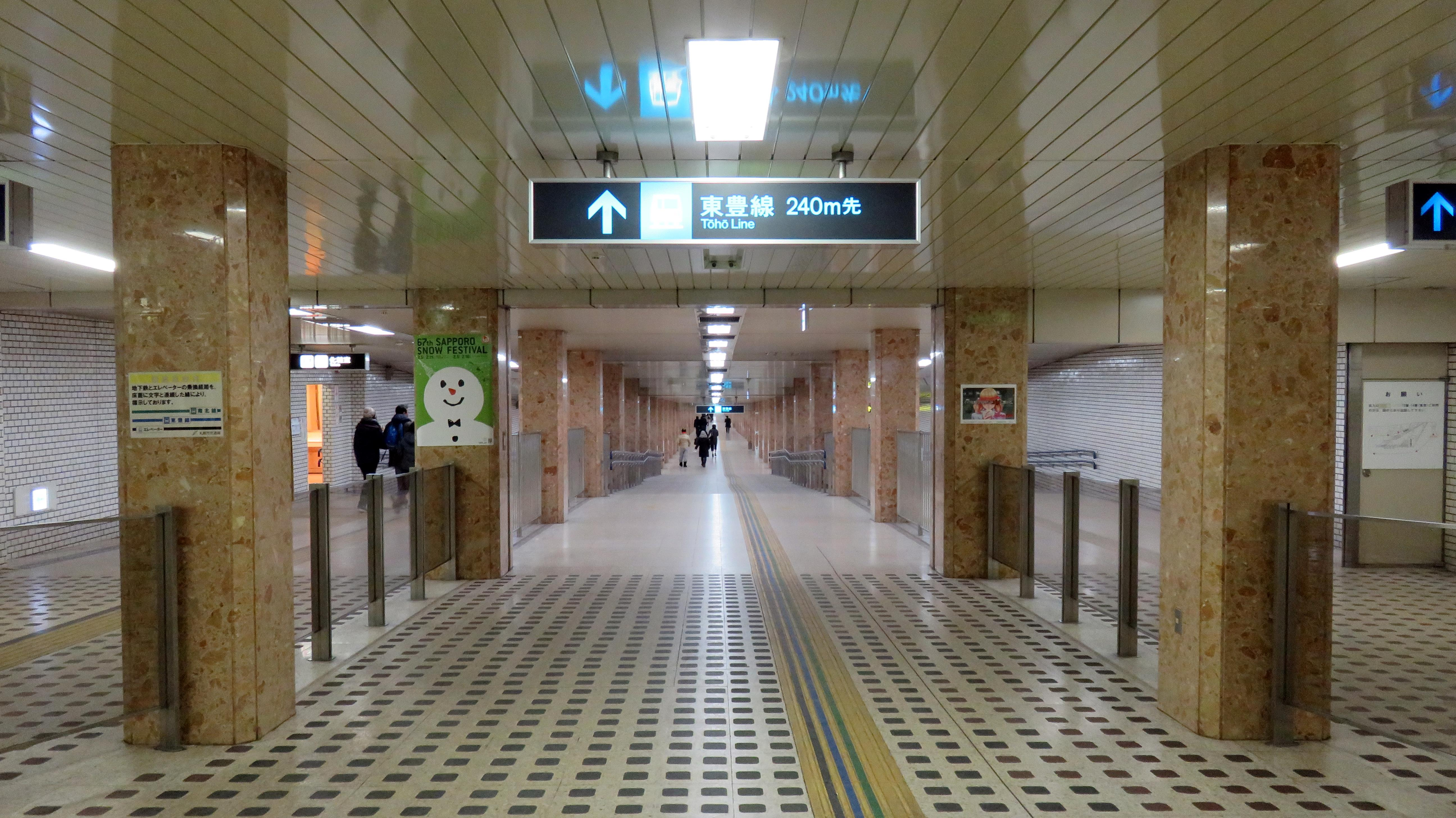
南北線・東豊線乗り換え連絡通路（柵撤去前）
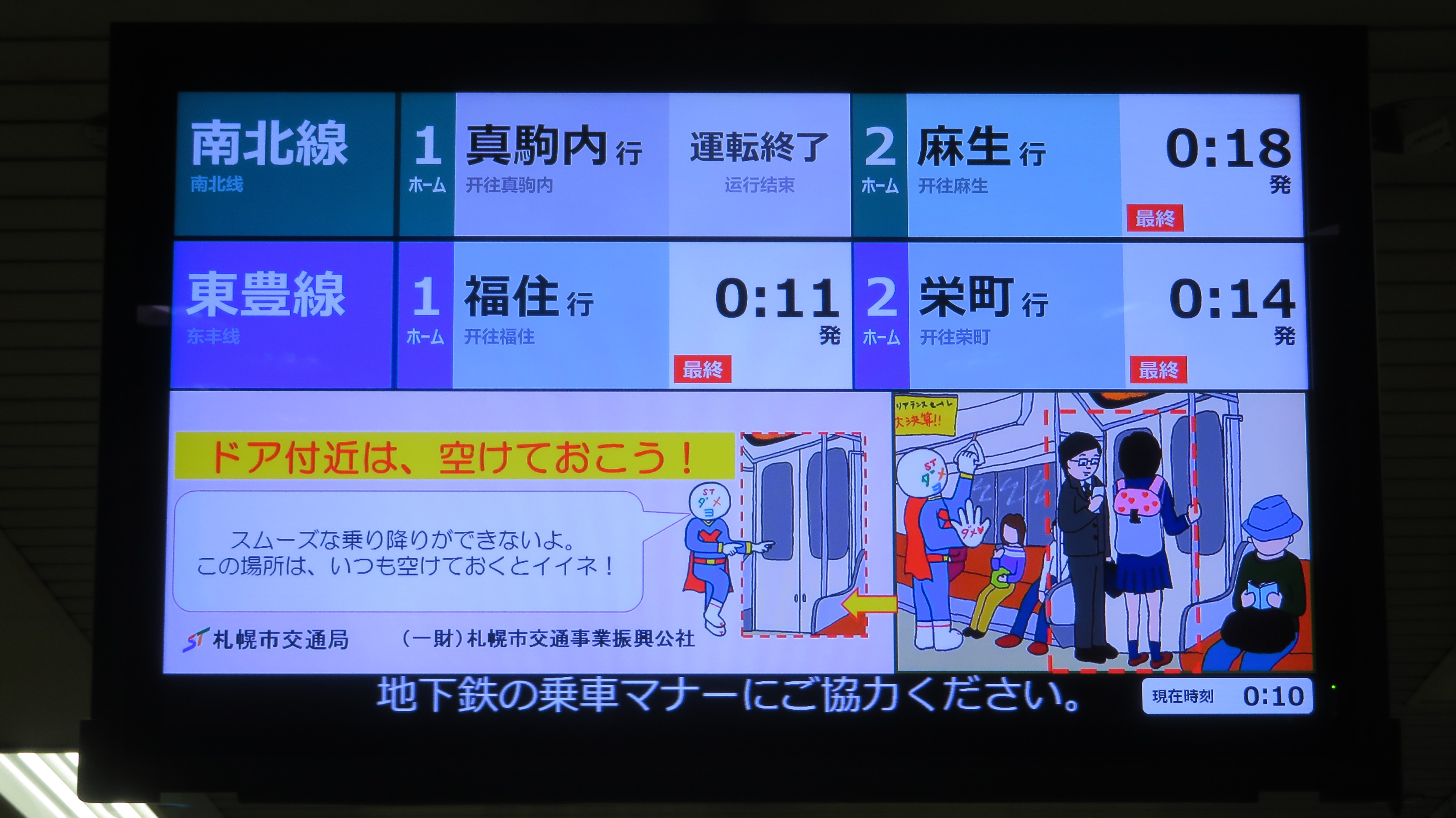
液晶ディスプレイ式発車標 行先は日本語に加え英語・中国語・韓国語で表示される

### 南北線・東豊線の乗り換え方法変更
南北線改札口と東豊線改札口の間は緩い傾斜のついた長い連絡通路で繋がっている。当初は改札内通路と自由通路が柵で区切られていたが、自由通路の中央を改札内通路が占有するため、さっぽろ駅南北方向の往来の妨げになっていた。これを解消するため、2017年（平成29年）9月から10月末にかけて通路柵は順次撤去された。
同時に、2017年（平成29年）9月1日からSAPICA等のICカード乗車券のシステムが変更され、出場時に切符が回収されず、出場後30分以内なら乗り換え可能となる黄色の自動改札機が導入された。これによって、南北線と東豊線の乗り換え方法が改札外乗り換えに変更された。
従来は、さっぽろ駅・大通駅のどちらを利用した場合でも、南北線（真駒内方面・麻生方面）と東豊線（福住方面・栄町方面）の双方向への乗り換えが可能だったが、この乗り換え方法変更に伴い、さっぽろ駅・大通駅ともに最短の乗車経路以外の経路では乗り換えが不可能になった（乗車区間が重複することから、折り返しとなる駅から別途料金が発生することになる）。このため、南北線（麻生方面）←→東豊線（栄町方面）はさっぽろ駅、南北線（真駒内方面）←→東豊線（福住方面）は大通駅でしか乗り換えができない。なお、一日乗車券や全線定期券での乗車の場合はこの限りではない。

### 出口
| 出口番号 | 出口周辺                                   | 最寄路線      | 備考                |
| -------- | ------------------------------------------ | ------------- | ------------------- |
| 2        | アピア・JR札幌駅                           | 南北線        |                     |
| 3        | 伊藤・加藤共同ビル                         | 南北線        |                     |
| 4        | 合同ビル                                   | 南北線        | 閉鎖中              |
| 5        | 成友ビル                                   | 南北線        | 閉鎖中              |
| 6        |                                            | 南北線        |                     |
| 8        | 札幌国際ビル                               | 南北線        |                     |
| 9        | ヒューリック札幌ビル・ノース33ビル         | 南北線        | 2025年9月末まで閉鎖 |
| 10       | 北海道庁・植物園                           | 南北線        | エレベーターあり    |
| 11       | JR札幌駅前通                               | 南北線        |                     |
| 13       | 東急                                       | 南北線 東豊線 |                     |
| 14       | 東急                                       | 南北線 東豊線 |                     |
| 15       | 札幌第1合同庁舎・北八劇場                  | 東豊線        |                     |
| 15B      |                                            | 東豊線        |                     |
| 16       | NCO札幌                                    | 東豊線        |                     |
| 17       |                                            | 東豊線        |                     |
| 18       | JR札幌駅                                   | 東豊線        |                     |
| 19       | キタコートレードビル                       | 東豊線        |                     |
| 20       |                                            | 東豊線        |                     |
| 21       | JR札幌病院                                 | 東豊線        |                     |
| 22       | サンメモリアルビル・東北まちづくりセンター | 東豊線        |                     |
| 23       |                                            | 東豊線        |                     |
| 24       |                                            | 南北線 東豊線 | エレベーターあり    |

## 利用状況
札幌市交通局によると、2022年度の1日平均乗車人員は73,885人である。これは札幌市営地下鉄の駅で最も多い。
- 南北線 - 46,312人
- 東豊線 - 27,573人

2003年3月の「JRタワー」開業以降、着実に利用者数を伸ばしており、2003年度以来隣の大通駅を抜き、札幌市営地下鉄で最も利用者数が多い駅となっている。ただ、2011年3月の札幌駅前通地下歩行空間開通により、JR札幌駅・地下鉄さっぽろ駅周辺と大通駅周辺との徒歩による移動の利便性が向上したため、2011年度の一日平均乗車人員は2010年度より5000人以上減少し8年ぶりに8万人を割り込んだ。
近年の1日平均乗車人員の推移は以下の通りである。
| 年度               | 1日平均乗車人員 | 1日平均乗車人員 | 1日平均乗車人員 | 参考   | 出典   |
| 年度               | 南北線          | 東豊線          | 2路線計         | 大通駅 | 出典   |
| ------------------ | --------------- | --------------- | --------------- | ------ | ------ |
| 1994年（平成06年） | 60,999          | 14,250          | 75,249          | 91,184 | [ 11 ] |
| 1995年（平成07年） | 61,293          | 20,826          | 82,119          | 96,734 | [ 11 ] |
| 1996年（平成08年） | 57,976          | 20,466          | 78,442          | 93,391 | [ 11 ] |
| 1997年（平成09年） | 55,373          | 19,831          | 75,204          | 89,164 | [ 11 ] |
| 1998年（平成10年） | 53,403          | 19,667          | 73,070          | 84,794 | [ 11 ] |
| 1999年（平成11年） | 51,256          | 19,531          | 70,787          | 86,287 | [ 11 ] |
| 2000年（平成12年） | 51,244          | 19,420          | 70,664          | 86,539 | [ 11 ] |
| 2001年（平成13年） | 50,628          | 20,097          | 70,725          | 85,789 | [ 11 ] |
| 2002年（平成14年） | 51,343          | 21,008          | 72,351          | 83,768 | [ 11 ] |
| 2003年（平成15年） | 54,813          | 23,469          | 78,282          | 77,667 | [ 11 ] |
| 2004年（平成16年） | 56,110          | 24,158          | 80,268          | 77,259 | [ 11 ] |
| 2005年（平成17年） | 59,712          | 25,472          | 85,184          | 77,770 | [ 11 ] |
| 2006年（平成18年） | 60,191          | 26,225          | 86,416          | 77,981 | [ 11 ] |
| 2007年（平成19年） | 60,489          | 26,512          | 87,001          | 76,556 | [ 11 ] |
| 2008年（平成20年） | 60,528          | 27,078          | 87,606          | 75,769 | [ 11 ] |
| 2009年（平成21年） | 58,663          | 27,058          | 85,721          | 73,625 | [ 12 ] |
| 2010年（平成22年） | 57,904          | 27,224          | 85,128          | 73,088 | [ 12 ] |
| 2011年（平成23年） | 52,533          | 26,973          | 79,506          | 71,563 | [ 12 ] |
| 2012年（平成24年） | 54,221          | 27,904          | 82,125          | 72,550 | [ 12 ] |
| 2013年（平成25年） | 55,410          | 28,994          | 84,404          | 74,357 | [ 12 ] |
| 2014年（平成26年） | 54,695          | 29,938          | 84,633          | 75,259 | [ 12 ] |
| 2015年（平成27年） | 54,409          | 30,890          | 85,299          | 76,736 | [ 12 ] |
| 2016年（平成28年） | 55,825          | 31,750          | 87,575          | 79,232 | [ 12 ] |
| 2017年（平成29年） | 57,038          | 33,458          | 90,496          | 79,847 | [ 12 ] |
| 2018年（平成30年） | 57,410          | 34,848          | 92,258          | 80,878 | [ 12 ] |
| 2019年（令和元年） | 54,353          | 32,767          | 87,120          | 80,694 | [ 12 ] |
| 2020年（令和02年） | 35,542          | 22,287          | 57,829          | 56,475 | [ 12 ] |
| 2021年（令和03年） | 38,753          | 23,694          | 62,447          | 60,468 | [ 12 ] |
| 2022年（令和04年） | 46,312          | 27,573          | 73,885          | 71,296 | [ 9 ]  |

## 駅周辺

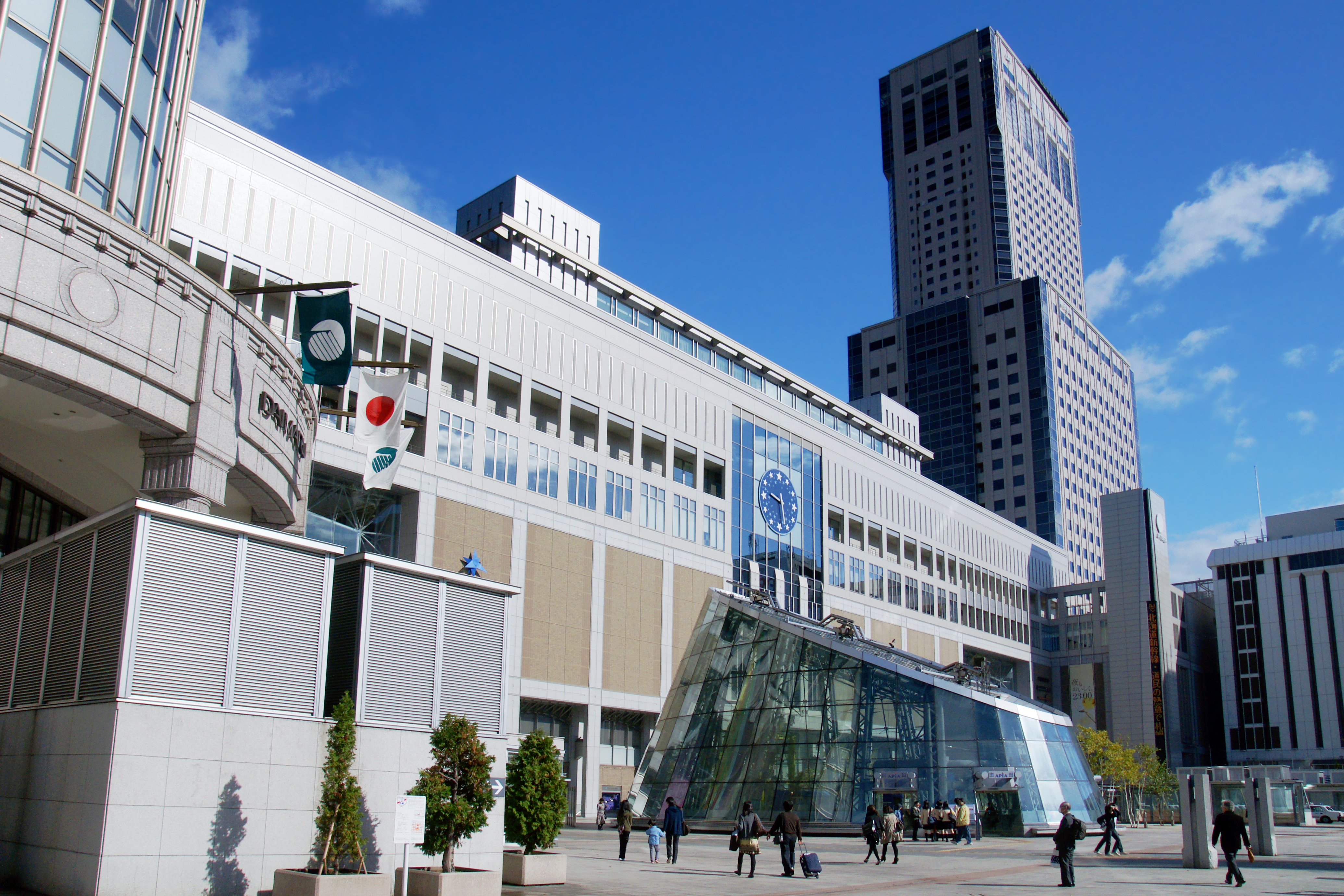
JR札幌駅（JRタワー）

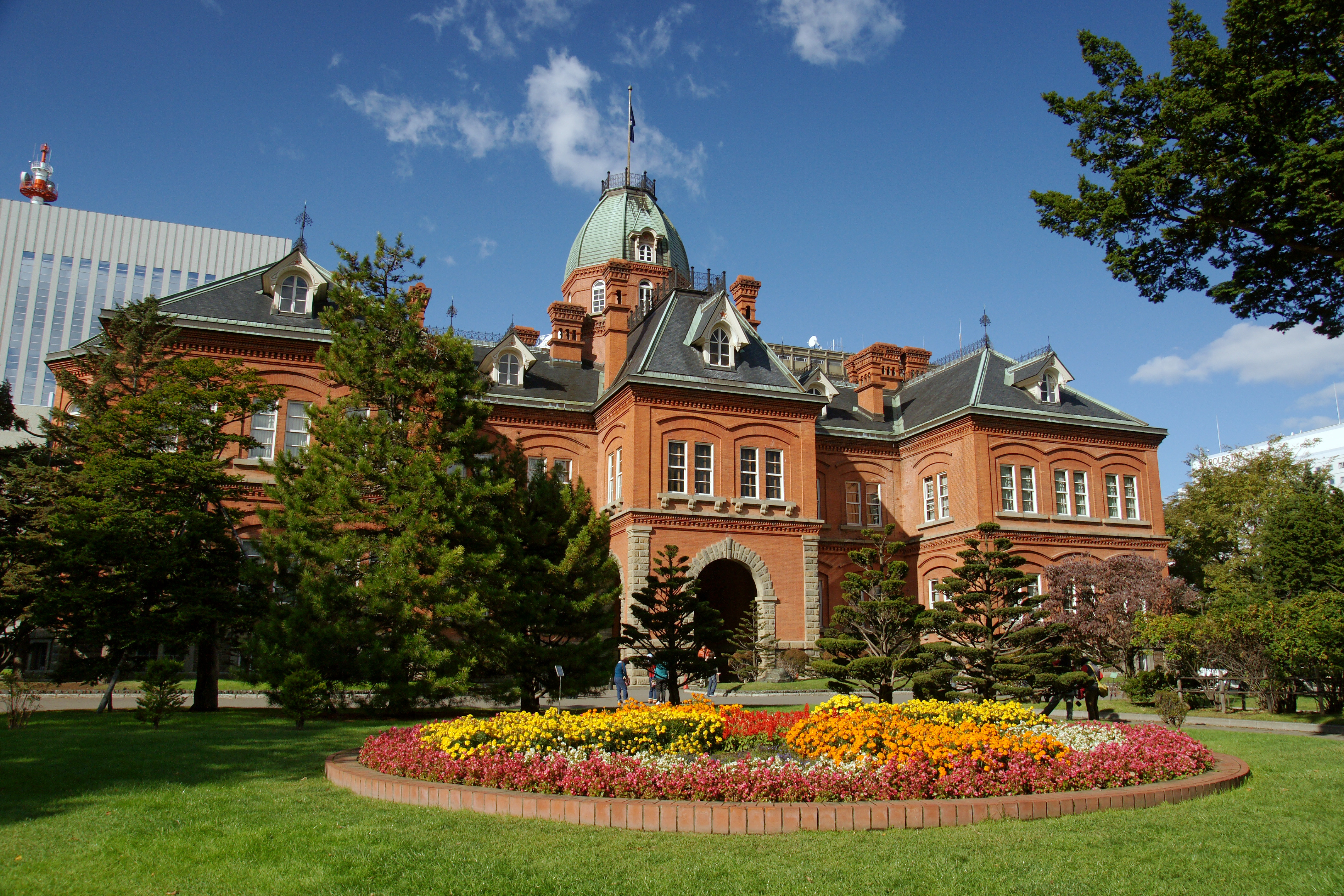
赤レンガ庁舎

### 官公庁など
- 札幌第1合同庁舎
- 北海道庁・石狩振興局庁舎（北海道庁舎）
  - 北海道庁旧本庁舎（赤レンガ庁舎）
- 北海道警察本部
- 北海道札幌方面中央警察署
- 中央警察署札幌駅前交番
- 北警察署札幌駅北口交番
- 札幌商工会議所

### 商業

#### 駅ビル・主な商業施設
- 北海道旅客鉄道（JR北海道）札幌駅
- JRタワー
  - 札幌ステラプレイス（札幌シネマフロンティアなど）
  - アピア
  - 大丸札幌店
  - JRタワーホテル日航札幌
  - JRタワーオフィスさっぽろ
  - メディカルプラザ札幌
- 東急百貨店さっぽろ店
  - ビックカメラ札幌店
  - ユニクロ東急百貨店さっぽろ店
  - ジーユー東急百貨店さっぽろ店
- sapporo55ビル
  - キャリアバンク札幌本社
  - 小樽商科大学札幌サテライト
  - 北海道教育大学サテライト
  - 札幌大学サテライトキャンパス
  - 紀伊國屋書店札幌本店
  - TAC札幌校
- ヨドバシカメラマルチメディア札幌

#### 主な宿泊施設
- ホテルグレイスリー札幌（読売北海道ビル）
- ANAクラウンプラザホテル札幌
- ホテルモントレエーデルホフ札幌（マルイト札幌ビル）
- 札幌グランドホテル
- ニューオータニイン札幌
- 東横イン札幌駅南口
- ホテル札幌ガーデンパレス
- JRイン札幌
- ホテル京阪札幌
- 三井ガーデンホテル札幌
- 京王プラザホテル札幌
- ホテルポールスター札幌

#### オフィスビル
- アスティ45ビル
- 日本生命札幌ビル
- 札幌三井JPビルディング
- 北海道ビル
- 札幌ノースプラザ
- アーバンネット札幌ビル
- 札幌センタービル

#### 金融機関等
- 日本郵政グループ札幌ビル
- 札幌中央郵便局
- 北洋銀行札幌駅南口支店
- 北海道銀行札幌駅前支店
- みずほ銀行札幌支店
- 三菱UFJ信託銀行札幌支店
- 三井住友銀行札幌支店
- 三井住友信託銀行札幌支店・札幌中央支店
- あおぞら銀行札幌支店
- 青森みちのく銀行札幌中央支店
- 第四北越銀行札幌支店
- スルガ銀行札幌支店
- 北星信用金庫札幌支店
- ホクレン農業協同組合連合会本所・道央支店・札幌支所
- 北海道信用農業協同組合連合会（JAバンク北海道）本所
- 札幌市農業協同組合（JAさっぽろ）中央支店
- 北海道漁業協同組合連合会（ぎょれん）本所
- 北海道労働金庫（ろうきん）札幌北支店

### 学校
- 札幌市立中央中学校
- 札幌市立北九条小学校

### その他
- JR札幌病院
- 斗南病院

### 路線バス
駅周辺に分散して多数のバス停が設けられている。

## その他
- 東豊線の当駅と東西線の西11丁目駅間は、連絡線（2～3号連絡線）で繋がっている[13]。これは東豊線沿線に車両基地がなく、東西線沿線の西車両基地を使用しているためで、回送列車が走行する。西車両基地からの出庫では、東豊線のさっぽろ駅に来た回送電車がそのまま栄町駅方面へ通常営業に入る方式をとっている。逆に入庫の際は車内点検が必要であり、さっぽろ駅での長い停車を避けるため、客扱いを行わずに東豊線内から回送としている。
- 東豊線の建設工事はJR札幌駅の高架化工事と同時期に行われた。札幌市側は東豊線ホームを現位置より北寄り、JR線高架の真下に設けることを望んでいたが、実現しなかった。また東豊線着工前には「創成北駅」の仮駅名として本駅と別駅の建設とする計画も存在した[14]。
- 1番出口は、当初は旧JR札幌駅の北側にあり、JR札幌駅の地下を通る自由通路（南北線と同時に同深度（地下2階相当）で建設）で結ばれていた。JR札幌駅高架化の際に商業施設「パセオ」建設のため、旧地下コンコース（改札内）および自由通路は短縮され、JR線高架の南側に移設され、旧1番出口のやや南側に改めてパセオ地下出入口が作られた（後のJR駅北口再開発時に、一時埋められていた元々の北口階段部が掘り返された）。JR駅南口再開発（「JRタワー」建設）の際には、出口のナンバリング廃止・市交通局の看板撤去・通常の地下鉄出入口のデザインからの改装がなされ、アピアからの非常口扱いとなった。さっぽろ駅北側改札から旧自由通路および映画館「テアトル・ポー」二代目跡（現在はアピア管理事務所。初代映画館場所は現在ローソン札幌アピア店となっている）へ降りる階段だけがコンコースの隅に残っていた。しかし、2007年夏に施工された地下歩道建設の関係で、切符売場移転およびコインロッカー設置場所確保の際、西側半分が埋められた。さらにその後、コンコースの修繕工事により壁が設置され階段そのものが姿を消した。
- 旧札幌西武と接続していた7番出口は、建物の解体工事により2011年3月13日に閉鎖。また12番出口も同様に3月26日で閉鎖された。なお跡地にはヨドバシカメラらが中心となる複合ビルの建設計画があるため、同ビルの完成後に復活する可能性があるという[15]。
- 15番出口は東豊線開業時より一度も開設されたことがなく長らく欠番となっていたが、「北8西1市街地再開発事業」の開業に伴い、16番出口の北側に15番・15B番出口として2023年12月16日より供用開始[16]。
- 駅スタンプはさっぽろ駅のイニシャルSの中に南北線は北海道庁旧本庁舎、東豊線はJRタワーが描かれている[17]。
- 札幌市は南北線ホームを増設する方針を固めた。ホーム増設は1971年開業以来初めて。2022年度に着工し、2027年度の完成を目指す。現在のホームは麻生方面専用になる予定[18][19][20]。

## 隣の駅
札幌市営地下鉄
 南北線
北12条駅 (N05) - さっぽろ駅 (N06) - 大通駅 (N07)
 東豊線
北13条東駅 (H06) - さっぽろ駅 (H07) - 大通駅 (H08)